# Atletica leggera ai Giochi della XIX Olimpiade - 800 metri piani maschili

Video della Finale (1)

Video della Finale (2)

Gli 800 metri piani hanno fatto parte del programma maschile di atletica leggera ai Giochi della XIX Olimpiade. La competizione si è svolta nei giorni 13-15 ottobre 1968 allo Stadio Olimpico Universitario di Città del Messico.

## L'eccellenza mondiale
| Primatista mondiale    | 1'44"3 1962 | Peter Snell          | Rit. 1964 |
| Campione olimpico 1964 | 1'45"1      | Peter Snell          | Rit. 1964 |
| Campione europeo 1966  | 1'45"9      | Manfred Matuschewski | Assente   |
| Vincitore Trials USA   | 1'46"5      | Tom Farrell          | Presente  |

## Risultati

### Turni eliminatori
| 6 Batterie   | 13 ottobre | 43 iscritti   | Si qualificano i primi 2 + i 4 migliori tempi. |
| 2 Semifinali | 14 ottobre | 8 + 8         | Si qualificano i primi 4.                      |
| Finale       | 15 ottobre | 8 concorrenti |                                                |

### Batterie
| Pos. | Atleta               | Nazione     | Tempo ufficiale | Tempo elettrico | Nota |
| ---- | -------------------- | ----------- | --------------- | --------------- | ---- |
| 1    | Thomas Saisi         | Kenya       | 1'47"0          | 1'46"99         | Q    |
| 2    | Jean-Pierre Dufresne | Francia     | 1'47"6          | 1'47"61         | Q    |
| 3    | Matias Habtemichael  | Etiopia     | 1'49"6          | 1'49"63         |      |
| 4    | Papa M'Baye N'Diaye  | Senegal     | 1'51"3          | 1'51"31         |      |
| 5    | Wade Bell            | Stati Uniti | 1'51"5          | 1'51"52         |      |
| 6    | Róbert Honti         | Ungheria    | 1'53"8          | 1'53"88         |      |

| Pos. | Atleta                | Nazione        | Tempo ufficiale | Tempo elettrico | Nota |
| ---- | --------------------- | -------------- | --------------- | --------------- | ---- |
| 1    | Dieter Fromm          | Germania Est   | 1'46"9          | 1'46"98         | Q    |
| 2    | Franz-Josef Kemper    | Germania Ovest | 1'47"0          | 1'47"02         | Q    |
| 3    | Ron Kutschinski       | Stati Uniti    | 1'47"6          | 1'47"61         | q    |
| 4    | Ramasamy Subramaniam  | Malaysia       | 1'50"8          | 1'50"87         |      |
| 5    | Gilbert Van Manshoven | Belgio         | 1'52"3          | 1'52"32         |      |
| -    | Guillermo Cuello      | Argentina      |                 |                 | Rit. |

| Pos. | Atleta        | Nazione        | Tempo ufficiale | Tempo elettrico | Nota |
| ---- | ------------- | -------------- | --------------- | --------------- | ---- |
| 1    | Walter Adams  | Germania Ovest | 1'48"4          | 1'48"50         | Q    |
| 2    | Jozef Plachý  | Cecoslovacchia | 1'48"6          | 1'48"65         | Q    |
| 3    | Noel Carroll  | Irlanda        | 1'49"0          | 1'49"01         |      |
| 4    | Ahmed Issa    | Ciad           | 1'49"0          | 1'49"09         |      |
| 5    | Roberto Silva | Messico        | 1'50"4          | 1'50"49         |      |
| 6    | Gerd Larsen   | Danimarca      | 1'51"9          | 1'51"98         |      |
| -    | Neville Myton | Giamaica       |                 |                 | Rit. |

| Pos. | Atleta              | Nazione         | Tempo ufficiale | Tempo elettrico | Nota |
| ---- | ------------------- | --------------- | --------------- | --------------- | ---- |
| 1    | Ralph Doubell       | Australia       | 1'47"2          | 1'47"24         | Q    |
| 2    | Henryk Szordykowski | Polonia         | 1'47"4          | 1'47"48         | Q    |
| 3    | Robert Ouko         | Kenya           | 1'47"6          | 1'47"65         | q    |
| 4    | John Ametepey       | Ghana           | 1'50"7          | 1'50"78         |      |
| 5    | Gilles Sibon        | Francia         | 1'50"8          | 1'50"87         |      |
| 6    | Chris Carter        | Gran Bretagna   | 1'52"9          | 1'52"99         |      |
| 7    | José L'Oficial      | Rep. Dominicana | 1'55"6          | 1'55"66         |      |
| 8    | Alfredo Cubías      | El Salvador     | 2'08"7          | 2'08"72         |      |

| Pos. | Atleta             | Nazione        | Tempo ufficiale | Tempo elettrico | Nota |
| ---- | ------------------ | -------------- | --------------- | --------------- | ---- |
| 1    | Wilson Kiprugut    | Kenya          | 1'46"1          | 1'46"17         | Q    |
| 2    | Tom Farrell        | Stati Uniti    | 1'47"9          | 1'47"96         | Q    |
| 3    | Tomáš Jungwirth    | Cecoslovacchia | 1'48"7          | 1'48"72         |      |
| 4    | Anders Gärderud    | Svezia         | 1'48"9          | 1'48"99         |      |
| 5    | Jun Nagai          | Giappone       | 1'51"2          | 1'51"27         |      |
| 6    | Angelo Hussein     | Sudan          | 1'53"4          | 1'53"43         |      |
| 7    | Jacques Pennewaert | Belgio         | 1'53"8          | 1'53"81         |      |
| 8    | Francisco Menocal  | Nicaragua      | 1'58"9          | 1'58"96         |      |

| Pos. | Atleta           | Nazione           | Tempo ufficiale | Tempo elettrico | Nota |
| ---- | ---------------- | ----------------- | --------------- | --------------- | ---- |
| 1    | Dave Cropper     | Gran Bretagna     | 1'47"9          | 1'47"96         | Q    |
| 2    | Ben Cayenne      | Trinidad e Tobago | 1'48"2          | 1'48"22         | Q    |
| 3    | Jevhen Aržanov   | Unione Sovietica  | 1'48"4          | 1'48"46         | q    |
| 4    | Byron Dyce       | Giamaica          | 1'48"5          | 1'48"58         | q    |
| 5    | Mamo Sebsibe     | Etiopia           | 1'49"7          | 1'49"75         |      |
| 6    | Gianni Del Buono | Italia            | 1'50"2          | 1'50"23         |      |
| 7    | Xaver Frick, Jr. | Liechtenstein     | 1'52"6          | 1'52"68         |      |
| 8    | Carlos Báez      | Porto Rico        | 1'52"6          | 1'52"70         |      |

### Semifinali
| Pos. | Atleta               | Nazione           | Tempo ufficiale | Tempo elettrico | Nota |
| ---- | -------------------- | ----------------- | --------------- | --------------- | ---- |
| 1    | Walter Adams         | Germania Ovest    | 1'46"4          | 1'46"41         | Q    |
| 2    | Dieter Fromm         | Germania Est      | 1'46"5          | 1'46"54         | Q    |
| 3    | Thomas Saisi         | Kenya             | 1'46"6          | 1'46"64         | Q    |
| 4    | Ben Cayenne          | Trinidad e Tobago | 1'46"8          | 1'46"83         | Q    |
| 5    | Ron Kutschinski      | Stati Uniti       | 1'47"3          | 1'47"39         |      |
| 6    | Jean-Pierre Dufresne | Francia           | 1'51"8          | 1'51"89         |      |
| -    | Henryk Szordykowski  | Polonia           |                 |                 | NP   |
| -    | Jevhen Aržanov       | Unione Sovietica  |                 |                 | NP   |

| Pos. | Atleta             | Nazione        | Tempo ufficiale | Tempo elettrico | Nota |
| ---- | ------------------ | -------------- | --------------- | --------------- | ---- |
| 1    | Ralph Doubell      | Australia      | 1'45"7          | 1'45"78         | Q    |
| 2    | Wilson Kiprugut    | Kenya          | 1'45"8          | 1'45"84         | Q    |
| 3    | Jozef Plachý       | Cecoslovacchia | 1'45"9          | 1'45"96         | Q    |
| 4    | Tom Farrell        | Stati Uniti    | 1'46"1          | 1'46"11         | Q    |
| 5    | Robert Ouko        | Kenya          | 1'47"1          | 1'47"15         |      |
| 6    | Byron Dyce         | Giamaica       | 1'47"2          | 1'47"30         |      |
| 7    | Franz-Josef Kemper | Germania Ovest | 1'47"3          | 1'47"47         |      |
| 8    | Dave Cropper       | Gran Bretagna  | 1'47"6          | 1'47"67         |      |

### Finale
Il keniota Kiprugut (terzo nel '64 a Tokyo) tira il gruppo fin dalla partenza, passando i 400 in 51" ed i 600 in 1'17"8. L'australiano Ralph Doubell, che si è tenuto a 4-5 metri da lui, emerge nel finale e lo batte in volata eguagliando il record del mondo.
| Pos.    | Atleta          | Nazione           | Tempo ufficiale | Tempo elettrico | Nota  |
| ------- | --------------- | ----------------- | --------------- | --------------- | ----- |
| Oro     | Ralph Doubell   | Australia         | 1'44"3          | 1'44"40         | [ 1 ] |
| Argento | Wilson Kiprugut | Kenya             | 1'44"5          | 1'44"57         |       |
| Bronzo  | Tom Farrell     | Stati Uniti       | 1'45"4          | 1'45"46         |       |
| 4       | Walter Adams    | Germania Ovest    | 1'45"8          | 1'45"83         |       |
| 5       | Jozef Plachý    | Cecoslovacchia    | 1'45"9          | 1'45"99         |       |
| 6       | Dieter Fromm    | Germania Est      | 1'46"2          | 1'46"30         |       |
| 7       | Thomas Saisi    | Kenya             | 1'47"5          | 1'47"59         |       |
| 8       | Ben Cayenne     | Trinidad e Tobago | 1'54"3          | 1'54"40         |       |

Quella dell'australiano è l'unica vittoria di un atleta bianco in tutte le corse piane a Città del Messico.